# Pätz
Pätz è una frazione del comune tedesco di Bestensee, nel Brandeburgo.

Conta 760 abitanti.

## Storia
Pätz fu nominata per la prima volta nel 1499.

Costituì un comune autonomo fino al 2003.